# Silhouettella loricatula
Silhouettella loricatula is een spin, die behoort tot de dwergcelspinnen. De soort komt voor van Europa tot Centraal-Azië, maar ook in Noord-Afrika en op de Canarische Eilanden.
De vrouwtjes worden 2 mm groot, de mannetjes 1,2 tot 2 mm. Het is een donkerrode spin met donkeroranje poten.